# Jonathan Toews
Jonathan Bryan Toews (* 29. dubna 1988, Winnipeg, Manitoba, Kanada) je kanadský hokejový útočník působící v týmu Winnipeg Jets hrající NHL. Je členem Triple Gold Clubu, do kterého patří hráč jemuž se podaří vyhrát zlatou medaili na Olympijských hrách (tu vyhrál již 2× v letech 2010 a 2014), Mistrovství světa a k tomu vyhrát Stanley Cup (ten vyhrál dokonce 3× v letech 2010, 2013 a 2015). V roce 2016 přidal do sbírky další triumf, a to vítězství na Světovém poháru. U příležitosti 100. výročí NHL byl v lednu 2017 vybrán jako jeden ze sta nejlepších hráčů historie ligy.

## Hráčská kariéra

### Amatérská a univerzitní kariéra
Toews byl draftován v roce 2003 v dorosteneckém draftu WHL 2003 týmem Tri-City Americans. Jenže on se místo toho rozhodl pro hraní ve středoškolské lize v týmu Shattuck-St. Marie's při internátní škole ve Faribaultu v americkém státě Minnesota. V sezóně 2004-05, která byla jeho jedinou v tomto týmu zaznamenal 110 bodů v 64 zápasech. Poté odešel hrát univerzitní hokej na Univerzitu v Severní Dakotě, kde hrál za North Dakota Fighting Sioux v lize Western Collegiate Hockey Association (Západní vysokoškolská hokejová asociace).
Toews hrál v Severní Dakotě 2 sezóny, ve kterých si celkově připsal 85 bodů za 40 gólů a 45 asistencí v 76 zápasech a pomohl týmu Fighting Sioux k dosažení Frozen Four v letech 2006 a 2007. Toews byl ve své premiérové sezóně dvakrát vyhlášen nováčkem týdne. Severní Dakotě také pomohl k vítězství Broadmoor Cupu pro mistry WCHA a byl vyhlášen nejlepším hráčem západního regionu National Collegiate Athletic Association (Národní vysokoškolské sportovní asociace).
Ve vstupním draftu NHL 2006 byl draftován na celkově 3. místě Chicagem Blackhawks.

### Profesionální kariéra
Před sezónou 2007-08 se rozhodl pro debut v Chicagu Blackhawks, se kterým 16. května 2007 podepsal tříletý nováčkovský kontrakt. 10. října 2007 dal hned ve svém prvním zápase, ze své první střely, svůj první gól v National Hockey League (Národní hokejové lize) proti San Jose Sharks. Poté zaznamenal druhou nejdelší šňůru zápasů v historii NHL ve kterých od debutu bodoval, když v každém z jeho prvních 10 zápasů bodoval. 1. ledna 2008 si vykloubil koleno v utkání proti Los Angeles Kings. I přes 16 zápasovou pauzu vynucenou již zmíněným zraněním zvítězil ve střelecké statistice mezi nováčky a v bodování nováčků byl třetí. V bodování týmu skončil druhý za spoluhráčem Patrickem Kanem. Toews a Kane soupeřili celou sezonu o vítězství v bodování týmu a nováčků ligy. Oba byli nominováni na Calder Memorial Trophy společně s útočníkem Washingtonu Capitals Nicklasem Bäckströmem. Nakonec tuto trofej získal Kane.
Po úspěšné nováčkovské sezóně byl Toews 18. července 2008 jmenován kapitánem týmu Blackhawks. V 19 letech a 79 dnech věku se stal třetím nejmladším kapitánem v historii NHL po Sidney Crosbym z Pittsburghu Penguins a Vincentu Lecavalierovi z Tampy Bay Lightning. V sezóně 2008-09 byl společně se svými spoluhráči Patrickem Kanem a Brianem Campbellem, zvolen do NHL All-Star Game 2009 v Montrealu. 27. února 2009 vstřelil svůj první hattrick kariéry při porážce 4-5 v prodloužení od Pittsburghu Penguins. Sezónu dokončil s 69 body v 82 zápasech a pomohl tím k prvnímu postupu Blackhawks do playoff od roku 2002. Toews v playoff přidal v 17 zápasech dalších 13 bodů a pomohl postoupit Chicagu do finále konference, kde ale vypadli po pěti zápasové bitvě s Detroitem Red Wings.
Necelý měsíc po začátku sezóny 2009-10 se u Toewse projevily symptomy otřesu mozku, ke kterému došlo 21. října 2009 při porážce 2-3 s Vancouverem Canucks po bodyčeku Willieho Mitchella. Na začátku prosince 2009 podepsal Toews a jeho dva spoluhráči Duncan Keith a Patrick Kane s Blackhawks nové prodloužení smlouvy. Toews prodloužil smlouvu na 5 let za 6,3 miliónů amerických dolarů na sezónu. 7. května 2010 Toews zaznamenal svůj druhý hattrick společně se dvěma asistencemi ve vítězném zápase 7-4 s Vancouverem Canucks. 9. června 2010 vyhrál Toews s Chicagem Blackhawks Stanley Cup po šestizápasovém kole proti Philadelphii Flyers. Stal se druhým nejmladším kapitánem, který vyhrál Stanley Cup. Před ním se to povedlo pouze Sidnymu Crosbymu v Pittsburghu Penguins. Díky 7 vstřeleným gólům a 29 kanadským bodům získal Conn Smythe Trophy pro nejlepšího hráče playoff. Ve 22 letech se také stal nejmladším členem Triple Gold Clubu (vítězové Stanley cupu, olympijských her a mistrovství světa).
21. června 2010 byl Toews vybrán, aby se stal tváří videohry NHL 11 od EA. Poprvé se stalo, že dva hráči stejného týmu byli tváří série videoher dva roky po sobě. V roce 2010 byl totiž tváří hry Patrick Kane.
V sezoně 2010-11 byl nejproduktivnějším hráčem Chicaga a 10. nejproduktivnější hráč NHL se 76 body (32+44). Během sezony vyhrál celkem 937 vhazování, nejvíce z celé NHL. Úspěšnost na vhazování měl 56.7%, což byl 9. nejlepší výkon v lize. V lednu 2011 se opět zúčastnil utkání hvězd NHL. Za únor byl vyhlášen první hvězdou měsíce NHL, když nasbíral 21 bodů (6+15) ve 13 utkáních.
V sezoně 2011-12 kvůli otřesu mozku odehrál jen 59 zápasů, ve kterých nasbíral 57 bodů. V listopadu 2011 nasbíral 18 bodů (9+9) ve 14 utkáních a byl vyhlášen druhou hvězdou NHL měsíce. Znovu byl nominován do NHL All-Star Game, ale nakonec se nezúčastnil kvůli zranění.
Ve zkrácené sezóně 2012-13 Toews pomohl 48 body v 47 zápasech Chicagu k zisku Prezidentovy trofeje a nakonec také k zisku Stanley Cupu. Po sezóně byl vyhlášen nejlepším hráčem v defenzivě celého ročníku NHL.
V sezoně 2013-14 nasbíral 68 bodů v 76 zápasech a tradičně byl nejlepším hráčem Blackhawks na vhazování s 884 vyhranými vhazováními (5. v NHL) a úspěšností vhazování 57.2%. Také vstřelil svůj 3. hattrick v kariéře 29. října 2013 proti Ottawě. Dne 9. července 2014 podepsal společně s Kanem novou 8letou smlouvu, tedy o maximální délce podle nových pravidel NHL, s ročním cap hitem 10,5 milionu dolarů za sezonu.
V sezoně 2014-15 se podruhé v kariéře se stal nejproduktivnějším hráčem Blackhawks v základní části a potřetí pak nejlepším střelcem. Stačilo mu na to 66 bodů, respektive 28 gólů, které nasbíral 81 zápasech. Nejlepší v týmu byl v +/- statistice, ve které si připsal osobní maximum +30 bodů (5. v celé NHL a nejlepší hráč v Západní konferenci), a rovněž ve vhazováních s 947 vyhranými vhazováními (4. v NHL) a úspěšností 56,5% (6. v NHL). Během sezony dosáhl na významné milníky: 500. zápas v NHL odehrál 11. listopadu 2014 a 500. bod získal 23. března 2015 na ledě Caroliny. V lednu byl zvolen fanoušky do NHL All-Star Game, kde zaznamenal 5 bodů (1+4). Získal Mark Messier Leadership Award. V playoff nasbíral 21 bodů za 10 branek (osobní maximum v playoff) a 11 asistencí v 23 zápasech a byl tak 4. nejproduktivnějším hráčem playoff NHL. Dovedl tak Blackhawks ke zisku 3. Stanley Cupu od roku 2010. Po sezoně získal cenu ESPY pro nejlepšího hráče NHL, kterou uděluje televizní stanice ESPN na základě hlasování fanoušků.
V sezoně 2015–16 potřetí v řadě nastřílel 28 branek a k tomu si připsal 30 asistencí v 80 utkáních. Byl 3. nejproduktivnějším hráčem Blackhawks i jejich 3. nejlepším střelcem. Byl nejlepší v NHL s 5 vítěznými góly vstřelenými v prodloužení a s 8 vítěznými góly celkem se dělil o 4. místo v NHL. Vedl NHL v úspěšnosti na vhazování s 58,6% (min. 400 vhazování) a celkově byl 8. v počtu vítězných vhazování (921). V playoff si připsal 6 asistencí v 7 utkáních, ale na postup přes St. Louis to nestačilo.
V sezoně 2016–17 odehrál 72 zápasů, nasbíral 58 bodů (21+37) a opět byl 3. nejproduktivnějším hráčem týmu. Ve všech 10 sezonách od začátku kariéry dokázal vstřelit alespoň 20 branek a 14. března 2017 se svým 269. gólem dostal na 7. místo mezi nejlepšími střelci Blackhawks, když přeskočil Tonyho Amonteho. Tradičně byl nejlepším hráčem Blackhawks na vhazování (úspěšnost měl 54,9% - jediný hráč Blackhawks na 50% a celkem vyhrál 852 vhazování - 8. v NHL). V lednu byl vybrán na NHL All-Star Game a za únor byl vyhlášen 1. hvězdou měsíce.
V sezoně 2017-18 pojedenácté v řadě dosáhl na hranici 20 gólů, ale zaznamenal jich nejméně v kariéře a rovněž nasbíral nejméně bodů v kariéře (s výjimkou výlukou zkrácené sezony), když si připsal 52 bodů (20+32) v 74 zápasech a Blackhawks po 10 letech nepostoupili do playoff. Poprvé v kariéře se v hodnocení +/- dostal do záporných čísel, když zaznamenal -1 bod. Vyhrál 900 vhazování (6. místo v NHL) a měl úspěšnost 58% (7. místo v NHL).

## Reprezentační kariéra
V roce 2005 byl Toews kapitánem západní Kanady na mistrovství světa do 17 let a vyhrál s týmem zlaté medaile. Ve finále vstřelil vítězný gól při vítězství 3-1 nad pacifickou Kanadou. S 12 body vyhrál bodování šampionátu a byl jmenován nejlepším hráčem turnaje.
V roce 2006 byl nejmladším hráčem kanadské juniorské reprezentace v rámci mistrovství světa juniorů. Toews pomohl týmu dvěma asistencemi, které si připsal v zápase proti Norsku. Poté, co ve finále vyhráli nad Ruskem 5-0, tak získali zlatou medaili.
V roce 2007 vyhrál s Kanadou opět juniorský šampionát. V semifinálovém zápase proti USA vstřelil tři góly v rozhodujících nájezdech. Toews vedl týmové bodování a byl jmenován do All-Star týmu turnaje společně se spoluhráčem Carey Pricem.
V tom samém roce také debutoval v seniorské reprezentaci Kanady na mistrovství světa 2007, kde zaznamenal 7 bodů v 9 zápasech a konkuroval tak i profesionálním hráčům NHL, ačkoliv sám hrál teprve ve vysokoškolské lize. Kanada vyhrála zlato při vítězném finále 4-2 nad Finskem. Díky tomu se stal prvním Kanaďanem, který dokázal vyhrát mistrovství světa juniorů a dospělých ve stejném roce. 29. června 2007 bylo Toewsovi uděleno ocenění Řád bizoního lovce, který je udělován provincií Manitoba za sportovní úspěchy, kterých dosáhl na mistrovství světa juniorů a dospělých.
V nováčkovské sezóně NHL, ve které se nedostal s Chicagem Blackhawks do playoff hrál opět na mistrovství světa v roce 2008.
3. prosince 2009 byl Toews nominován do reprezentace pro olympijské hry 2010 ve Vancouveru. Nominován byl společně s jeho spoluhráči z Chicaga - Brentem Seabrookem a Duncanem Keithem. Turnaj zakončil jako lídr bodování s osmi body. Se svými sedmi asistencemi byl společně se Slovákem Pavlem Demitrou nejlepší nahrávač turnaje. Ve finále svým gólem otevřel skóre se Spojenými státy, které nakonec skončilo 3-2 pro Kanadu a Toews tak ve své zemi vyhrál zlatou olympijskou medaili. Po turnaji byl vyhlášen nejlepším útočníkem a byl jmenován do All-Star týmu turnaje.
V roce 2014 hrál na Zimních olympijských hrách v Soči, kde ve finále proti Švédsku vstřelil první gól svého týmu a pomohl tak výrazně k zisku zlatých medailí. Bylo to pro Toewse již druhé zlato z Olympijských her.
V roce 2016 získal další zlatou medaili s Kanadou, tentokrát na Světovém poháru, kde v 6 utkáních nasbíral 5 bodů (3+2) a byl 4. nejproduktivnějším hráčem turnaje (i Kanady).

## Způsob hraní
Předdraftové zprávy ho popisovali jako velmi inteligentního, všestranného útočníka oplývajícího výbornými bruslařskými vlastnostmi a šikovnýma rukama. Zprávy rovněž zmiňovaly jeho vůdcovské schopnosti a týmového ducha.
Jako jeden z mála hokejistů tyto rok co rok opakující se předpovědi ve světě profesionálního hokeje nejenže splnil, ale dokonce překonal. Jeho největším přínosem pro tým je jeho všestrannost a zodpovědný přístup. Neřadí se mezi hokejisty, kteří za každou cenu sbírají body do kanadského bodování. Má nadprůměrné buly, je výborný ve hře dopředu, ale především dozadu kde skvěle forčekuje (Two-way Forward). V sezóně 2011/12 strávil za svůj tým průměrně nejvíce času v oslabení jako útočník. Neřádí se mezi agresivní hráče. Nehádá se s rozhodčími. Jeho hra je elegantní a sofistikovaná. Řada expertů jeho hru přirovnává k Stevu Yzermanovi.

## Osobní život
Jonathan se narodil Bryanu Toewsovi, elektrikáři na Manitobské univerzitě a Andrée Gilbertové, Frankokanaďance ze Sainte-Marie (Québec), která byla ředitelkou a finanční expertkou družstevní záložny ve Winnipegském regionu. Toto zaměstnání opustila před tím než začala dbát o svého syna jako PR manažerka. Jonathanův mladší bratr David také navštěvoval Shattuck-St. Marie's, kde hrál hokej. V sezóně 2008-09 přešel také do univerzitního týmu Severní Dakoty (University of North Dakota). V roce 2008 byl draftován ve 3. kole na celkově 66. místě týmem New York Islanders.
V lednu 2007 byl Toews a jeho bývalý spoluhráč T.J. Oshie přistiženi v hospodě v Grand Forks v Severní Dakotě při pití alkoholu, což bylo v nezletilém věku v rozporu s americkými zákony.
Při oslavách Stanley Cupu dovezl Toews ukázat pohár do Winnipegu v provincii Manitoba. Manitoba pojmenovala jezero severně od Flin Flonu Toewsovým jezerem.
V rozhovoru pro magazín Chicago Avenue 2010 uvedl, že je single (nemá přítelkyni).

## Individuální úspěchy
- 2005 - Nejužitečnější hráč na MS do 17 let. (Kanada)
- 2006 - Nejužitečnější hráč NCAA west. (North Dakota Fighting Sioux)
- 2007 - All-Star Tým na MS juniorů. (Kanada)
- 2008 - NHL All-Rookie Team. (Chicago Blackhawks)
- 2009 - NHL All-Star Game. (Chicago Blackhawks)
- 2010 - All-Star Tým na ZOH. (Kanada)
- 2010 - Nejlepší útočník na ZOH. (Kanada)
- 2010 - Conn Smythe Trophy. (Chicago Blackhawks)
- 2010 - Stal se členem tzv. Triple Gold Clubu.
- 2011 - Hrál v NHL All-Star Game. (Chicago Blackhawks)
- 2012 - Vybrán do NHL All-Star Game (nehrál). (Chicago Blackhawks)
- 2013 - Frank J. Selke Trophy. (Chicago Blackhawks)
- 2013 - 2. All-Star Team NHL. (Chicago Blackhawks)
- 2015 - Hrál v NHL All-Star Game. (Chicago Blackhawks)
- 2015 - Mark Messier Leadership Award. (Chicago Blackhawks)
- 2017 - Hrál v NHL All-Star Game. (Chicago Blackhawks)

## Týmové úspěchy
- 2006 - Zlato na MS juniorů. (Kanada)
- 2007 - Zlato na MS juniorů. (Kanada)
- 2007 - Zlato na MS. (Kanada)
- 2008 - Stříbro na MS. (Kanada)
- 2010 - Zlato na ZOH. (Kanada)
- 2010 - Clarence S. Campbell Bowl (Chicago Blackhawks)
- 2010 - Stanley Cup. (Chicago Blackhawks)
- 2013 - Presidents' Trophy (Chicago Blackhawks)
- 2013 - Clarence S. Campbell Bowl (Chicago Blackhawks)
- 2013 - Stanley Cup. (Chicago Blackhawks)
- 2014 - Zlato na ZOH. (Kanada)
- 2015 - Clarence S. Campbell Bowl (Chicago Blackhawks)
- 2015 - Stanley Cup. (Chicago Blackhawks)
- 2016 - Vítězství na Světovém poháru (Kanada)

## Prvenství
- Debut v NHL – 10. října 2007 (Chicago Blackhawks proti San Jose Sharks)
- První gól v NHL – 10. října 2007 (Chicago Blackhawks proti San Jose Sharks, ruskému brankáři Jevgenij Nabokov)
- První asistence v NHL – 12. října 2007 (Detroit Red Wings proti Chicago Blackhawks)
- První hattrick v NHL – 27. února 2009 (Chicago Blackhawks proti Pittsburgh Penguins)

## Klubová statistika
| Sezóna       | Klub                        | Soutěž       |      | Základní část | Základní část | Základní část | Základní část | Základní část |    | Play off | Play off | Play off | Play off | Play off |
| Sezóna       | Klub                        | Soutěž       | Z    | G             | A             | B             | TM            | Z             | G  | A        | B        | TM       |          |          |
| 2004–05      | Shattuck-Saint Mary's       | High-MN      | 64   | 48            | 62            | 110           | 38            | —             | —  | —        | —        | —        |          |          |
| 2005–06      | North Dakota Fighting Sioux | WCHA         | 42   | 22            | 17            | 39            | 22            | —             | —  | —        | —        | —        |          |          |
| 2006–07      | North Dakota Fighting Sioux | WCHA         | 34   | 18            | 28            | 46            | 22            | —             | —  | —        | —        | —        |          |          |
| 2007–08      | Chicago Blackhawks          | NHL          | 64   | 24            | 30            | 54            | 44            | —             | —  | —        | —        | —        |          |          |
| 2008–09      | Chicago Blackhawks          | NHL          | 82   | 34            | 35            | 69            | 51            | 17            | 7  | 6        | 13       | 26       |          |          |
| 2009–10      | Chicago Blackhawks          | NHL          | 76   | 25            | 43            | 68            | 47            | 22            | 7  | 22       | 29       | 4        |          |          |
| 2010–11      | Chicago Blackhawks          | NHL          | 80   | 32            | 44            | 76            | 26            | 7             | 1  | 3        | 4        | 2        |          |          |
| 2011–12      | Chicago Blackhawks          | NHL          | 59   | 29            | 28            | 57            | 28            | 6             | 2  | 2        | 4        | 6        |          |          |
| 2012–13      | Chicago Blackhawks          | NHL          | 47   | 23            | 25            | 48            | 27            | 23            | 3  | 11       | 14       | 18       |          |          |
| 2013–14      | Chicago Blackhawks          | NHL          | 76   | 28            | 40            | 68            | 34            | 19            | 9  | 8        | 17       | 8        |          |          |
| 2014–15      | Chicago Blackhawks          | NHL          | 81   | 28            | 38            | 66            | 36            | 23            | 10 | 11       | 21       | 8        |          |          |
| 2015–16      | Chicago Blackhawks          | NHL          | 80   | 28            | 30            | 58            | 62            | 7             | 0  | 6        | 6        | 10       |          |          |
| 2016–17      | Chicago Blackhawks          | NHL          | 72   | 21            | 37            | 58            | 35            | 4             | 1  | 1        | 2        | 0        |          |          |
| 2017–18      | Chicago Blackhawks          | NHL          | 74   | 20            | 32            | 52            | 47            | —             | —  | —        | —        | —        |          |          |
| 2018–19      | Chicago Blackhawks          | NHL          | 82   | 35            | 46            | 81            | 40            | —             | —  | —        | —        | —        |          |          |
| 2019–20      | Chicago Blackhawks          | NHL          | 70   | 18            | 42            | 60            | 48            | 9             | 5  | 4        | 9        | 2        |          |          |
| 2020–21      | Chicago Blackhawks          | NHL          | 0    | 0             | 0             | 0             | 0             | —             | —  | —        | —        | —        |          |          |
| 2021–22      | Chicago Blackhawks          | NHL          | 71   | 12            | 25            | 37            | 39            | —             | —  | —        | —        | —        |          |          |
| 2022–23      | Chicago Blackhawks          | NHL          | 53   | 15            | 16            | 31            | 43            | —             | —  | —        | —        | —        |          |          |
| Celkem v NHL | Celkem v NHL                | Celkem v NHL | 1067 | 372           | 511           | 883           | 607           | 137           | 45 | 74       | 119      | 84       |          |          |

## Reprezentace
| Rok                       | Tým                       | Soutěž                    | Z  | G  | A  | B  | TM |
| ------------------------- | ------------------------- | ------------------------- | -- | -- | -- | -- | -- |
| 2005                      | Kanada západ              | MS 17'                    | 6  | 8  | 4  | 12 | 2  |
| 2006                      | Kanada 20                 | MSJ                       | 6  | 0  | 2  | 2  | 2  |
| 2007                      | Kanada 20                 | MSJ                       | 6  | 4  | 3  | 7  | 12 |
| 2007                      | Kanada                    | MS                        | 9  | 2  | 5  | 7  | 6  |
| 2008                      | Kanada                    | MS                        | 9  | 2  | 3  | 5  | 8  |
| 2010                      | Kanada                    | ZOH                       | 7  | 1  | 7  | 8  | 2  |
| 2014                      | Kanada                    | ZOH                       | 6  | 1  | 2  | 3  | 0  |
| 2016                      | Kanada                    | SP                        | 6  | 3  | 2  | 5  | 0  |
| Seniorská kariéra celkově | Seniorská kariéra celkově | Seniorská kariéra celkově | 18 | 12 | 9  | 21 | 16 |
| Seniorská kariéra celkově | Seniorská kariéra celkově | Seniorská kariéra celkově | 37 | 9  | 19 | 28 | 16 |